# Maerua lanzae
Maerua lanzae är en kaprisväxtart som beskrevs av Adriano Fiori. Maerua lanzae ingår i släktet Maerua och familjen kaprisväxter. Inga underarter finns listade i Catalogue of Life.